# 치토
치토(Chitoh)는 오시캣과 벵갈이 교배하여 탄생한 잡종 고양이 종 중 하나이다. 2004년 11월, 치토는 유나이티드 고양이 협회에 의해 처음으로 인정되었다. 또한 2011년 6월 15일 치토는 국제 고양이 협회(TICA)에 의해 "실험 품종"으로 인정받았다.

## 특징
치토는 조상들보다 몸집이 조금 더 크다. 수컷은 6.8-10.4kg, 암컷은 약 6.8kg이다. 치토는 범무늬의 단모를 가지고 있어 맹수처럼 보이나, 실제로 그렇지는 않다,

## 성격
치토는 다정하고, 친절한 고양이이다. 새, 쥐, 곤충과 같은 작은 동물들을 먹는 것을 좋아하지 않는 고양이이다. 하지만 치토는 주인이 주는 음식을 먹는 것을 선호한다. 매우 똑똑하고 사교적이며 온순한 고양이이다.

## 같이 보기
- 벵갈 고양이
- 오시캣